# 碳纳米泡沫
碳纳米泡沫，碳元素的同素异形体之一，1997年由澳大利亚国立大学的Andrei V. Rode及其合作者发现。
碳纳米泡沫呈蛛网状，具有分形结构，有铁磁性。泡沫由许多原子团簇构成，每个含有约4000个碳原子，直径约6到9纳米；其中很多原子团连在一起，形成了纤细的网。在碳纳米泡沫中，有许多七边形的结构。研究者认为，七边形的结构造是它有很多未成对的电子的原因；泡沫也因此而具有了磁性，这是其他任何一种碳的同素异形体所没有的特性。研究者还发现，在低于-183℃时，泡沫还具有永久磁性，但這種磁性在室溫下卻會慢慢消失。
碳纳米泡沫的密度很低，与碳气凝胶很相似，但密度是它的百分之一；它是目前世上最轻的物质之一，密度约为2–10 mg/cm3，仅是海平面上空气密度的几倍。
这种泡沫还是电的不良导体，可以积聚静电而吸附在其他物质上；它的热传导性也很差。
它的制备方法为，在充满氩气的容器中放入玻璃形状的碳，用每秒一万次的激光脉冲轰击，使其温度骤升到大约1万摄氏度并爆炸，在容器壁上即可获得一层碳纳米泡沫构成的薄膜。
由于纳米泡沫具有的铁磁性，将来有可能把它们的颗粒注射入人体，用来改善磁共振成像的清晰程度。它们也可能被应用到利用电子自旋或电子磁性的自旋器件中。

## 扩展阅读
- Rode, A. V.; Gamaly, E. G.; Luther-Davies, B. . Applied Physics A: Materials Science & Processing. 2000, 70 (2): 135–144. doi:10.1007/s003390050025.
- Rode, Andrei; Gamaly, Eugene; Luther-Davies, Barry. "Method for deposition of thin films", International Patent Application No. PCT/AU98/00739, priority date 11 September, 1997; "Method of deposition of thin films of amorphous and crystalline microstructures based on ultrafast pulsed laser deposition", US 6312760 (2001).
- Rode, A. V.; et al.. . Applied Surface Science. 2002,. 197–198: 644–649. doi:10.1016/S0169-4332(02)00433-6.
- Rode, A. V.; et al..  (PDF). Phys. Rev. B. 2004, 70 (5): 054407. doi:10.1103/PhysRevB.70.054407. （原始内容 (PDF)存档于2008-07-20）.
- Gamaly, E. G.; Rode, A. V.  (PDF). Nalwa, H. S.  (编).  7. Stevenson Range: American Scientific Publishers. 2004: 783–809. （原始内容 (PDF)存档于2012-03-18）.
- Rode, A. V.; et al..  (PDF). Journal of Magnetism and Magnetic Materials. 2005,. 290–291 (1): 298–301. doi:10.1016/j.jmmm.2004.11.213. （原始内容 (PDF)存档于2011-02-16）.
- Arčon, D.; et al..  (PDF). Phys. Rev. B. 2006, 74 (1): 014438. doi:10.1103/PhysRevB.74.014438. （原始内容 (PDF)存档于2009-09-12）.
- Blinc, R.; et al..  (PDF). Physica Status Solidi B. 2006, 243 (13): 3069–3072. doi:10.1002/pssb.200669152. （原始内容 (PDF)存档于2009-09-12）.
- Rode, A. V.; et al.. . Makarova, Tatiana L.; Palacio, Fernando  (编).  (PDF). Amsterdam: Elsevier. 2006: 463–482. ISBN 0-444-51947-5. （原始内容 (PDF)存档于2012-03-18）.
- Lau, D. W. M.; et al..  (PDF). Phys. Rev. B. 2007, 75 (23): 233408. doi:10.1103/PhysRevB.75.233408. （原始内容 (PDF)存档于2011-02-16）.